# Fünfeckiger Turm von Poreč

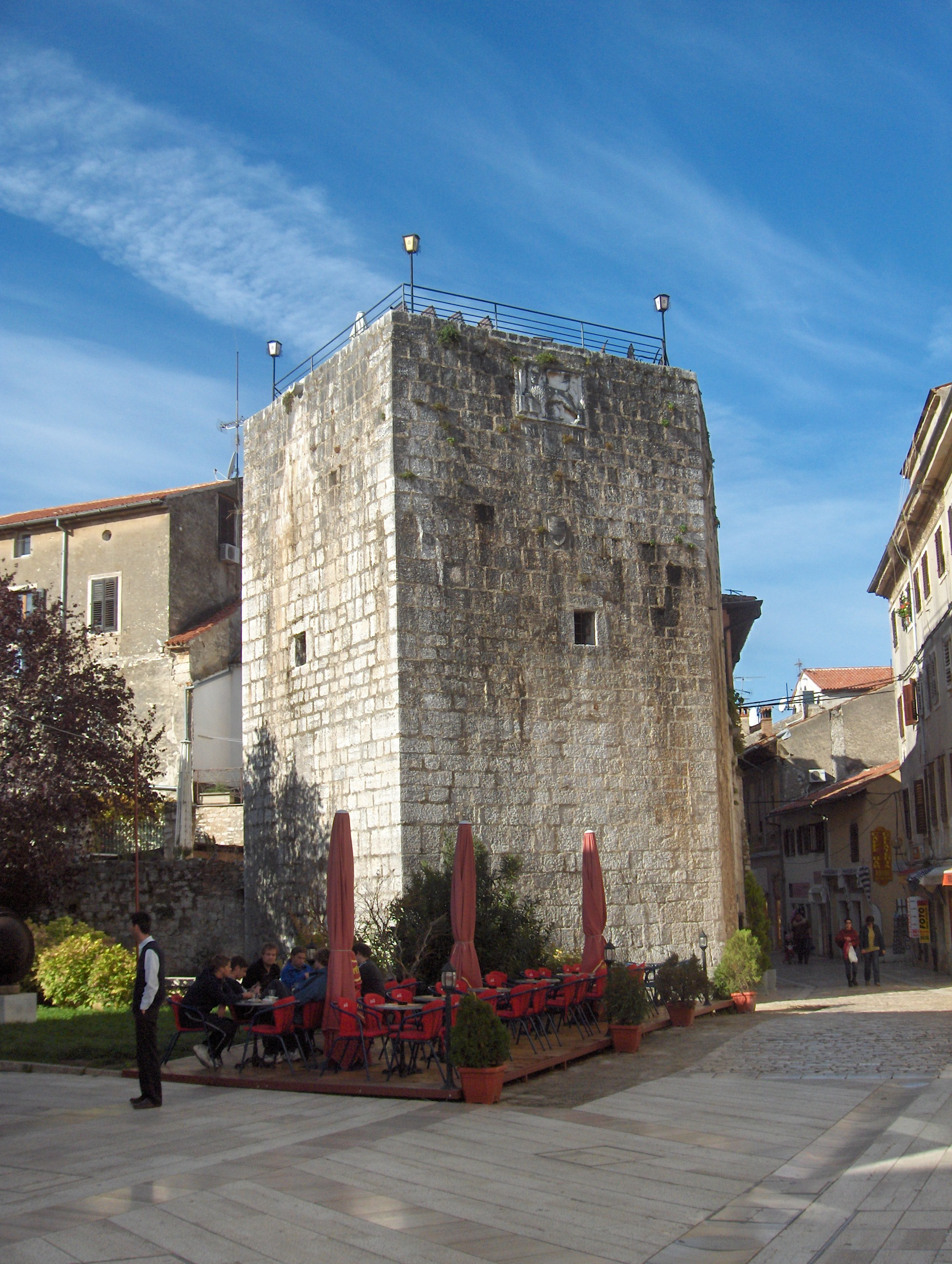
Der fünfeckige Turm mit dem venezianischem Löwen

Der fünfeckige Turm von Poreč (kroatisch peterokutna kula) ist ein Wehrturm in der Stadt Poreč, an der Westküste der Halbinsel Istrien in Kroatien.
Istrien gehörte von 1267 bis 1797 zum Territorium der Republik Venedig. Diese ließ den Turm im 15. Jahrhundert auf der Basis eines wohl aus dem 13. Jahrhundert stammenden Turmes erbauen. Der Turm war Teil der Stadtbefestigung und seine Spitze war ursprünglich in Richtung des Adriatischen Meeres gebaut, von dem ein Angriff auf die Stadt Poreč erwartet wurde.